# Buxuskamperfoelie
De buxuskamperfoelie (Lonicera nitida) is een plant uit de kamperfoeliefamilie (Caprifoliaceae). Het is een dichtvertakte struik met overhangende takken die kan uitgroeien tot 1,5 m hoog. De blaadjes zijn groen, elliptisch en circa 1 cm lang. De bloei is in het voorjaar met roomwitte, welriekende, kleine bloempjes. De kamperfoelie gedijt het best op een beschutte en windvrije standplaats in een goed doorlaatbare grond. Ook op andere grondsoorten, zoals bosgrond, kan de struik gedijen. Regelmatig snoeien wordt aanbevolen.
De buxuskamperfoelie is een struikvormige kamperfoelie net als Lonicera pileata. Beide soorten zijn in het begin van de twintigste eeuw geïntroduceerd door de Engelse plantenontdekker Ernest Henry Wilson. Wilson was in 1900 in China en vond eerst Lonicera pileata. Acht jaar later ontdekte hij Lonicera nitida. Een van de cultivars van Lonicera nitida draagt zijn naam. Andere cultivars zijn Lonicera nitida 'Elegant', Lonicera nitida 'Maigrun' en Lonicera nitida 'Red Tips'.